# Auksi
Auksi – wieś w Estonii, w prowincji Viljandi, w gminie Viljandi. Do 2013 roku w gminie Saarepeedi.
Archaiczne nazwy wsi Auksi to: Austh (1584), Augusth (1587), August (1588), Augst (1638), Auksi (1797).
Znajduje się tu jezioro Auksi.